# Armoiries du Botswana
Les armoiries du Botswana sont composées d'un champ d'argent, dans lequel figurent trois bandes d'azur ondulées, au centre, représentant la confiance du Botswana dans l'eau ; trois roues cannelées qui représentent l'industrie, et un taureau qui symbolise l'industrie du bétail. Le blason est soutenu par deux zèbres : un qui soutient une défense d'éléphant, représentant la faune naturelle du pays et l'autre portant un épi de sorghum, un important produit agricole du pays. Dans la partie inférieure, sur une ceinture d'azur, on peut lire la devise officielle du pays : « Pula » (Pluie).

## Galerie d'illustrations

Sceau du Protectorat du Bechuanaland.
Emblème des Forces de défense botswanaises.